# Burg Grünbach
Die Burg Grünbach ist eine abgegangene hochmittelalterliche Höhenburg  bei 480 m ü. NN in Spornlage im Schlosspark östlich neben dem neueren Schloss Grünbach in der Gemarkung Grünbach der Gemeinde Bockhorn im Landkreis Erding in Bayern.
Ortsadel wurde mit Pern de [von] Groninpach bereits 1075 genannt, die Burg wurde im 12. Jahrhundert von den Herren von Grünbach erbaut. Als weitere Besitzer werden um 1250 die Wittelsbacher, im 14. Jahrhundert die Herren von Fraunberg und 1581 die Herren von Preysing-Moos genannt. Von ihnen wurde die Burg im selben Jahr abgebrochen und der daruntergelegene Sedlhof zum Landschloss Grünbach ausgebaut.
Von der ehemaligen Burganlage hat sich nur ein Turmhügel erhalten, der auch auf dem Stich von Michael Wening deutlich zu erkennen ist. Heute ist die Stelle als Bodendenkmal D-1-7638-0028 „Burgstall des hohen und späten Mittelalters ("Burg Grünbach") und abgegangene Kapelle der frühen Neuzeit mit Kalvarienberg und Eremitei“ vom Bayerischen Landesamt für Denkmalpflege erfasst.